# Krsto Papić
Krsto Papić (n. 7 decembrie 1933, Vučji Do, Comuna Nikšić, Regatul Iugoslaviei – d. 7 februarie 2013, Zagreb, Croația) a fost un regizor de film și scenarist croat de origine muntenegreană. Cariera sa cinematografică s-a întins pe mai multe decenii (1965–2012). A primit premiul Arena de Aur pentru cel mai bun regizor de trei ori, în 1970 în  competiția iugoslavă și în 1992 și 1998 în competiția croată.

## Filmografie
- Ključ (1965, segment)
- Iluzija (1967)
- Lisice (1969)
- Predstava Hamleta u Mrduši Donjoj (1973)
- Mântuitorul (1976)
- Tajna Nikole Tesle (1980)
- Život sa stricem (1988)
- Priča iz Hrvatske (1991)
- Kad mrtvi zapjevaju (1999)
- Infekcija (2003)

## Viață personală
A fost căsătorit cu dr. Jadranka Stefanac-Papic din 1983 până la moartea lui. Are mai mulți copii: Branka Papić, Tara Papić, Ela Papić, Boris Papić.

## Legături externe
- Krsto Papić la Internet Movie Database